# Bright: Samurai Soul
Pour plus de détails, voir Fiche technique et Distribution.
Bright: Samurai Soul est un film d'animation américano-japonais réalisé par Kyōhei Ishiguro, sorti en 2021. Il s'agit d'un film dérivé du film Bright, sorti en 2017 sur Netflix.

## Synopsis
Dans une ère Meiji alternative où vivent des créatures fantastiques, Izo, un rōnin, et Raiden, un orc, escorte une elfe devenue esclave - puis dame de compagnie - vers sa terre natale.

## Fiche technique
- Titre : Bright: Samurai Soul
- Réalisation : Kyōhei Ishiguro
- Scénario : Michiko Yokote
- Photographie : Hikari Sugiyama
- Montage : Kyōhei Ishiguro
- Production : Soshi Takatsu
- Société de production : Arect
- Pays :  États-Unis et  Japon
- Genre : Animation, action, aventure, fantasy et thriller
- Durée : 80 minutes
- Dates de sortie : 
  - Monde : 12 octobre 2021 (sur Netflix)

## Doublage

### Voix originales
- Simu Liu : Izo
- Victoria Grace : Chihaya
- Fred Mancuso : Raiden
- Yuzu Harada : Sonya

### Voix françaises
- Anatole de Bodinat : Izo
- Audrey Sourdive : Chihaya
- Charlotte Hervieux : Sonya
- Sylvie Jacob : Anna
- Taric Mehani : Koketsu
- Cédric Ingard : Kubo, l'orque Gerk, le trafiquant et le propriétaire du bordel
- Emmanuel Gradi : le patron

 Source et légende : version française (VF) sur RS Doublage